# Корфовське міське поселення
Ко́рфовське міське поселення (рос. Корфовское городское поселение) — міське поселення у складі Хабаровського району Хабаровського краю Росії.
Адміністративний центр — селище міського типу Корфовський.

## Населення
Населення міського поселення становить 8913 осіб (2019; 7813 у 2010, 8486 у 2002).

## Склад
До складу міського поселення входять:
| Населений пункт                   | Населення, осіб (2002) | Населення, осіб (2010) |
| --------------------------------- | ---------------------- | ---------------------- |
| 18 кілометр, селище               | 18                     | 13                     |
| 24 кілометр, селище               | 59                     | 78                     |
| Корфовський, селище міського типу | 5823                   | 5733                   |
| Сосновка, село                    | 2379                   | 1795                   |
| Хехцір, селище                    | 116                    | 89                     |
| Чирки, селище                     | 91                     | 105                    |